# Benjamin Ungar
Benjamin N. Ungar (ur. 19 stycznia 1986) – amerykański szpadzista, srebrny medalista mistrzostw świata.
W 2006 roku zdobył brązowy medal indywidualnie na mistrzostwach świata juniorów w Taebaek.
Podczas mistrzostw świata w Paryżu w 2010 roku Amerykanie w składzie: Weston Kelsey, Cody Mattern, Benjamin Bratton i Benjamin Ungar zdobyli srebrny medal w zawodach drużynowych. W rywalizacji indywidualnej zajął tam 32. miejsce.
Ponadto zdobył brązowy medal w szpadzie drużynowej i złoty w szabli drużynowej na igrzyskach panamerykańskich w Rio de Janeiro w 2007 roku.
Nigdy nie wziął udziału w igrzyskach olimpijskich.